# Tamjanikovke
Tamjanikovke (Ananasovke; lat. Bromeliaceae), biljna porodica iz reda travolike, kojoj pripada 52 roda, uglavnom epifita, s preko 3300 vrsta iz tropske Južne Amerike. 
Najznačajniji rodovi su Bromelia, Ananas, Puya i Tillandsia.  Rod tamjan (Boswellia), nije član ove porodice nego pripada u brezuljevke.(Burseraceae).

## Opis
Bromeliaceae, porodica su ananasovih cvjetnica (red Poales), s više od 3000 vrsta u 56 rodova. Sve osim jedne vrste porijeklom su iz tropskog Novog svijeta i Zapadne Indije. “Španjolska mahovina” (Tillandsia usneoides) i jestivi plod ananasa (Ananas comosus) glavni su gospodarski proizvodi porodice, iako se od vlaknastih listova nekih vrsta (npr. Aechmea magdalenae i Neoglaziovia variegata) prave užad, tkanina i mreža u nekim regijama. Osim toga, nekoliko se vrsta uzgaja u zatvorenom prostoru kao ukrasno bilje zbog šarenog cvijeća i lišća, a brojne epifitske vrste Tillandsia, poznate kao “zračne biljke”, prodaju se kao noviteti.
Pripadnice Bromeliaceae su zeljaste zimzelene trajnice s jednostavnim spiralno raspoređenim listovima. Mnoge bromelije su epifiti kratke stabljike koji žive na drveću ili na kaktusima, iako su neke kopnene. Cvjetovi imaju tri dijela, poput ljiljana, ali s kontrastnim čašicama i laticama, a često se nalaze u dugim klasovima s karakterističnim obojenim braktejama. Većina ima mesnati plod, ali neki proizvode suhe kapsule.
Najveća poznata bromelija je divovska Puya raimondii iz Perua i Bolivije, koja može narasti do više od 10 metara (33 stope) u visinu i navedena je kao ugrožena na IUCN-ovom Crvenom popisu ugroženih vrsta. Lisne rozete nekih prašumskih vrsta, poznatih kao bromelije, tvore šuplju cijev koja skuplja vodu i služi kao stanište brojnim životinjskim vrstama, uključujući “bromelijevu žabu” (Bromeliohyla bromeliacia). Zanimljivo je da su najmanje tri vrste bromelija (Brocchinia reducta, B. hectioides i Catopsis berteroniana) poznate kao mesožderke.

## Potporodice i rodovi
Postoji 8 potporodica:
1. Subfamilia Brocchinioideae Givnish
  1. Sequencia Givnish (1 sp.)
  2. Ayensua L. B. Sm. (1 sp.)
  3. Brocchinia Schult. & Schult.f. (19 spp.)
2. Subfamilia Lindmanioideae Givnish
  1. Connellia N. E. Br. (6 spp.)
  2. Lindmania Mez (36 spp.)
3. Subfamilia Hechtioideae Givnish
  1. Hechtia Klotzsch (92 spp.)
  2. Bakerantha L. B. Sm. (5 spp.)
  3. Mesoamerantha I. Ramírez & K. J. Romero (3 spp.)
4. Subfamilia Tillandsioideae Burnett
  1. Catopsis Griseb. (22 spp.)
  2. Glomeropitcairnia Mez (2 spp.)
  3. Cipuropsis Ule (16 spp.)
  4. Guzmania Ruiz & Pav. (213 spp.)
  5. Waltillia Leme, Barfuss & Halbritt. (2 spp.)
  6. Alcantarea (É. Morren ex Mez) Harms (46 spp.)
  7. Werauhia J. R. Grant (97 spp.)
  8. Vriesea Lindl. (245 spp.)
  9. Arachnandra Barfuss, Leme & W. Till (1 sp.)
  10. Zizkaea W. Till & Barfuss (1 sp.)
  11. Stigmatodon Leme, G. K. Br. & Barfuss (36 spp.)
  12. Pseudalcantarea (C. Presl) Pinzón & Barfuss (3 spp.)
  13. Lutheria Barfuss & W. Till (4 spp.)
  14. Lemeltonia Barfuss & W. Till (7 spp.)
  15. Jagrantia Barfuss & W. Till (1 sp.)
  16. Wallisia (Regel) É. Morren (4 spp.)
  17. Barfussia Manzan. & W. Till (5 spp.)
  18. Goudaea W. Till & Barfuss (2 spp.)
  19. Gregbrownia W. Till & Barfuss (4 spp.)
  20. Viridantha Espejo (19 spp.)
  21. Tillandsia L. (665 spp.)
  22. Racinaea Spencer & L. B. Sm. (87 spp.)
5. Subfamilia Navioideae Harms
  1. Cottendorfia Schult.f. (1 sp.)
  2. Brewcaria L. B. Sm., Steyerm. & H. Rob. (6 spp.)
  3. Steyerbromelia L. B. Sm. (9 spp.)
  4. Navia Mart. ex Schult. & Schult.f. (93 spp.)
6. Subfamilia Pitcairnioideae Harms
  1. Pitcairnia L'Hér. (421 spp.)
  2. Fosterella L. B. Sm. (34 spp.)
  3. Encholirium Mart. ex Schult. & Schult.f. (38 spp.)
  4. Dyckia Schult.f. (205 spp.)
7. Subfamilia Bromelioideae Burnett
  1. Bromelia L. (75 spp.)
  2. Puya Molina (228 spp.)
  3. Greigia Regel (35 spp.)
  4. Ochagavia Phil. (4 spp.)
  5. Fascicularia Mez (1 sp.)
  6. Deinacanthon Mez (1 sp.)
  7. Fernseea Baker (2 spp.)
  8. Neoglaziovia Mez (3 spp.)
  9. Ananas Mill. (2 spp.)
  10. Lapanthus Louzada & Versieux (2 spp.)
  11. Forzzaea Leme, S. Heller & Zizka (8 spp.)
  12. Hoplocryptanthus (Mez) Leme, S. Heller & Zizka (9 spp.)
  13. Rokautskyia Leme, S. Heller & Zizka (14 spp.)
  14. Cryptanthus Otto & A. Dietr. (65 spp.)
  15. Siqueiranthus Leme, Zizka, E. H. Souza & Paule (1 sp.)
  16. Sincoraea Ule (11 spp.)
  17. Orthophytum Beer (66 spp.)
  18. Orthocryptanthus (Leme, S. Heller & Zizka) Leme, Zizka & Paule (3 spp.)
  19. Krenakanthus (Leme, S. Heller & Zizka) Leme, Zizka & Paule (2 spp.)
  20. Acanthostachys Link (3 spp.)
  21. Canistropsis (Mez) Leme (11 spp.)
  22. Hohenbergiopsis L. B. Sm. & Read (1 sp.)
  23. Androlepis Brongn. ex Houllet (3 spp.)
  24. Disteganthus Lem. (4 spp.)
  25. Portea Brongn. & K. Koch (9 spp.)
  26. Araeococcus Brongn. (4 spp.)
  27. Pseudaraeococcus (Mez) R. A. Pontes & Versieux (7 spp.)
  28. Lymania Read (10 spp.)
  29. Ronnbergia É. Morren & André (23 spp.)
  30. Canistrum É. Morren (17 spp.)
  31. Wittrockia Lindm. (6 spp.)
  32. Quesnelia Gaudich. (25 spp.)
  33. xNidunelia Leme (0 sp.)
  34. Nidularium Lem. (46 spp.)
  35. xNiduregelia Leme (0 sp.)
  36. Hohenbergia Schult. & Schult.f. (56 spp.)
  37. Wittmackia Mez (46 spp.)
  38. Billbergia Thunb. (62 spp.)
  39. Hylaeaicum (Ule ex Mez) Leme, Forzza, Zizka & Aguirre-Santoro (12 spp.)
  40. Neoregelia L. B. Sm. (116 spp.)
  41. Karawata J. R. Maciel & G. M. Sousa (7 spp.)
  42. Aechmea Ruiz & Pav. (255 spp.)